# Municipio de Floyd (Indiana)
El municipio de Floyd (en inglés: Floyd Township) es un municipio ubicado en el condado de Putnam en el estado estadounidense de Indiana. En el año 2010 tenía una población de 4011 habitantes y una densidad poblacional de 45,03 personas por km².

## Geografía
El municipio de Floyd se encuentra ubicado en las coordenadas 39°44′22″N 86°44′0″O / 39.73944, -86.73333. Según la Oficina del Censo de los Estados Unidos, el municipio tiene una superficie total de 89.06 km², de la cual 87,73 km² corresponden a tierra firme y (1,49 %) 1,33 km² es agua.

## Demografía
Según el censo de 2010, había 4011 personas residiendo en el municipio de Floyd. La densidad de población era de 45,03 hab./km². De los 4011 habitantes, el municipio de Floyd estaba compuesto por el 97,21 % blancos, el 0,82 % eran afroamericanos, el 0,27 % eran amerindios, el 0,3 % eran asiáticos, el 0,42 % eran de otras razas y el 0,97 % eran de una mezcla de razas. Del total de la población el 1,62 % eran hispanos o latinos de cualquier raza.